# Moncel-lès-Lunéville
Moncel-lès-Lunéville is een gemeente in het Franse departement Meurthe-et-Moselle in de regio Grand Est. De plaats maakt deel uit van het arrondissement Lunéville en sinds 22 maart 2015 van het kanton Lunéville-2, toen het kanton Lunéville-Sud, waar Moncel-lès-Lunéville daarvoor deel van uitmaakte, werd opgeheven.

## Geografie
De oppervlakte van Moncel-lès-Lunéville bedraagt 21,4 km², de bevolkingsdichtheid is 18,3 inwoners per km².
De onderstaande kaart toont de ligging van Moncel-lès-Lunéville met de belangrijkste infrastructuur en aangrenzende gemeenten.

## Demografie
De figuur toont het verloop van het inwonertal (bron: INSEE-tellingen).